# Heterosphaeriaceae
Heterosphaeriaceae Rehm – rodzina grzybów z rzędu tocznikowców (Helotiales).

## Charakterystyka
Są to saprotrofy rozwijające się na martwych roślinach i resztkach roślinnych. Apotecja tarczowate, czarne, siedzące, wypukłe i galaretowate. Zewnętrzna warstwa ekscypulum zbudowana z kanciastych komórek, wewnętrzna z komórek pokrytych teksturą. Wstawki nitkowate, maczugowate z wieloma gutulami. Worki 8-zarodnikowe, amyloidalne i wyrastające z pastorałków. Askospory bez sept, elipsoidalne do wrzecionowatych i bez powłoki żelowej. Formy bezpłciowe tworzą tarczowate konidiomy. Konidia elipsoidalne do wrzecionowatych ze spiczastymi końcami, szkliste i bez sept.
Heterosphaeriaceae tworzą klad zbliżony do Drepanopezizaceae i Hydrocinaceae. Mają podobną do Drepanopezizaceae morfologię askospor i konidiów.

## Systematyka
Pozycja w klasyfikacji według Index Fungorum:
Heterosphaeriaceae, Helotiales, Leotiomycetidae, Leotiomycetes, Pezizomycotina, Ascomycota, Fungi.
Według aktualizowanej klasyfikacji Index Fungorum bazującej na Dictionary of the Fungi do rodziny tej należą rodzaje:
- Heteropatella Fuckel 1874
- Heterosphaeria Grev. 1823[1].